# Gemsfarbige Gebirgsziege

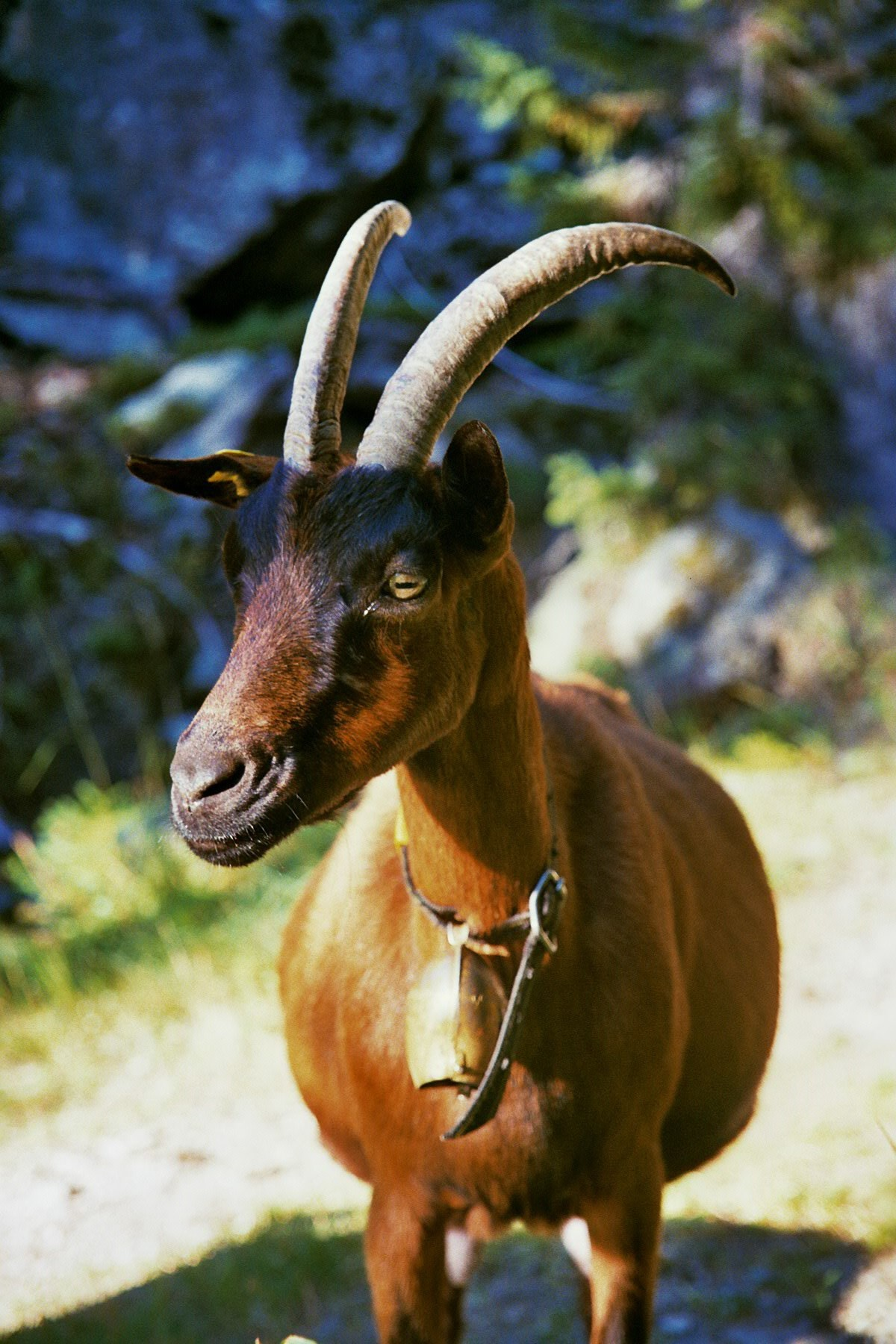
Eine Gämsfarbige Gebirgsziege, Bündner Typ

Die Gämsfarbige Gebirgsziege (veraltete Schreibweise Gems...; umgspr. auch: Gämsen) ist eine braun-schwarz gefärbte Milchziege, die ursprünglich aus den Kantonen Bern und Graubünden stammt, heute aber überall in der Schweiz und den Alpenregionen der angrenzenden Länder weit verbreitet ist. Ihr Vorzug besteht darin, dass sie auch bei extensiver Haltung hohe Milchleistung erbringt.

## Traditionelle Haltung und Bedeutung
Unter den Begriff „Gämsfarbige Gebirgsziege“ wurden 1938 von einer Ziegenzucht-Fachmännerkonferenz im Zuge der Rassenbereinigung aus Gründen der Übersichtlichkeit etwa zwei Dutzend einander stark ähnelnde lokale Rassen und Schläge zusammengefasst. (Heute unterscheidet man nur noch zwischen dem gehörnten Bündner und dem ungehörnten Oberhasli-Brienzer Typ. Erst 1984 wurde die (langhaarige) Stiefelgeiss offiziell als eigenständige Rasse geführt und wieder ausgegliedert.)
Eine einheitliche Tradition der Haltung dieser Rasse existiert somit nicht, vielmehr ist diese von Region zu Region unterschiedlich.
In Graubünden hatte die Ziege häufig die Aufgabe, die Heuersleute auf ihrem halbnomadischen Lebenszyklus zwischen Tal, Maiensässen und Alpweiden zu begleiten und vor Ort mit Milch zu versorgen, wobei hohe Anforderungen an die Marschtüchtigkeit der Tiere entstanden. Im Berner Oberland wurden die Ziegen eher als Heimgeiß gehalten.

## Körperliche Merkmale
Die Gämsfarbige Gebirgsziege ist eine schlanke, mittelgroße Ziege (Widerristhöhe bei Ziegen: 70–80 cm; bei Böcken: 75–85 cm, Mindestgewicht 45 kg bei weiblichen, 65 kg bei männlichen Tieren). Sie wird sowohl gehörnt als auch genetisch hornlos gezüchtet. Die Hörner – sofern vorhanden – der weiblichen Tiere sind etwas kleiner als die der anderen Schweizer Gebirgsziegenrassen, die der männlichen aber mächtig und weit ausladend. Die Ziegen tragen normalerweise keinen Bart.
Der missverständliche Begriff „gämsfarbig“ bezieht sich nicht auf die reh- bis kastanienbraune Grundfarbe (welche bei den Gämsen deutlich heller ist), sondern auf die schwarzen Zeichnungen, v. a. den schwarzen Aalstrich am Rücken. Ferner besitzt die Ziege schwarze Abzeichen an den Gliedmaßen (Stiefel) und am Kopf, der nicht gänzlich schwarz sein sollte. Diese braun-schwarze Zeichnung (der der Urahnen der Ziegen nicht unähnlich) ist nicht durch gezielte Zuchtauswahl, sondern bei der Gämsfarbigen Gebirgsziege genauso wie – unabhängig davon – bei vielen anderen Hausziegenrassen weltweit natürlich entstanden. Das Haar ist glatt, anliegend und kurz – etwas länger aber als der Strahlenziege oder der Nera Verzasca Ziege.
Das Euter ist oft gespalten.

## Wesen

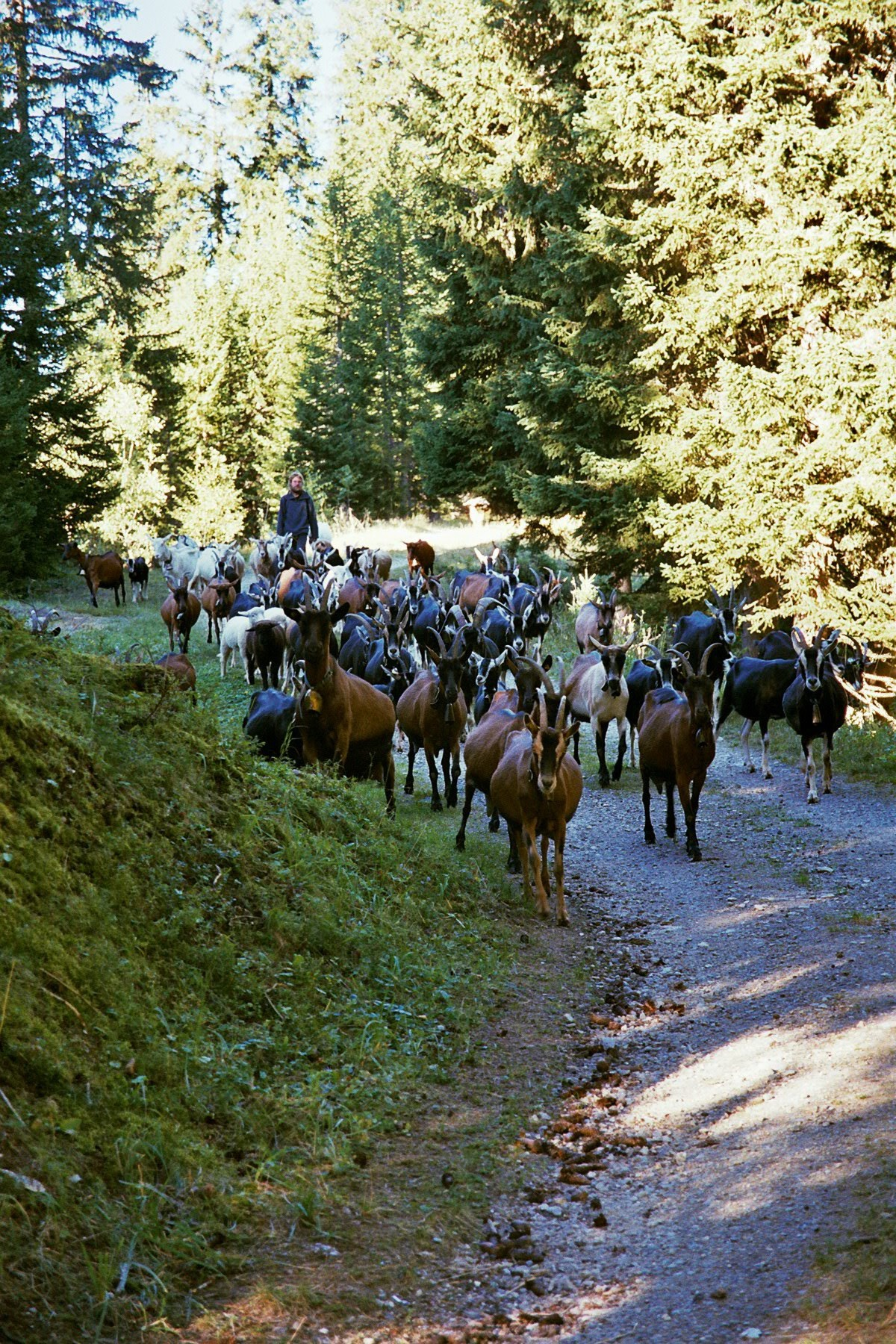
Wie oft in gemischtrassigen Herden: Die bewegungshungrigen Gämsfarbigen vorneweg, die „lauffaulen“ Toggenburger und Saaneziegen am Ende der Herde.

Wie alle Hausziegen lässt sich auch die Gämsfarbene leicht zähmen. Von ihren Anlagen her ist sie aber eher zurückhaltend bis scheu.
Auffällig ist ihr sehr stark ausgeprägter Bewegungsdrang: Auch wenn überall reichlich Futter verfügbar ist, bleiben Gämsfarbene Gebirgsziegen im freien Weidegang nie lange am selben Fleck (Ausnahmen sind die Ruhepausen, zu denen die Ziegen wiederkäuen) und legen täglich weite Strecken zurück. Die Gämsfarbigen sind herdenorientiert.

## Leistung
Die durchschnittliche Milchleistung beträgt 753,3 kg (mit 3,4 % Fett und 3,0 % Eiweiß) pro Laktationsperiode bei im Mittel 265,7 Melktagen, was einer durchschnittlichen Milchmenge von 2,84 kg täglich entspricht. Bei intensiver Haltung sind Werte von weit über 1000 kg jährlich möglich.
Das besondere an der Gämsfarbenen Gebirgsziege ist, dass sie ihre Milchleistung an die Haltungsbedingungen anpassen kann. Reine Hochleistungsmilchziegenrassen investieren auch bei extensiver Haltung einen großen Teil der aufgenommenen Energie in die Milchproduktion: Bei körperlich belastender Haltung und gebirgstypischen klimatischen Bedingungen geht das schnell zulasten des allgemeinen Gesundheitszustands. Nicht so die hitze- und kältetolerante Gämsfarbige Gebirgsziege, die auch mit harten Bedingungen zurechtkommt und dabei eine Milchleistung erbringt, die deutlich über der anderer Schweizer Gebirgsziegenrassen liegt.

## Bestand
In den letzten Jahrzehnten nahm der Bestand rasant zu: 1974 waren es noch 1972, 1994 bereits 4561 und heute (Stand: 1. Mai 2013) sind es 9320 im Herdebuch eingetragenen Tiere. Die Gämsfarbige ist seit den 1990er Jahren die häufigste Ziegenrasse der Schweiz (vorher: Saanenziegen). Sie gilt als nicht gefährdet.